# Aventino
Az Aventino egy olaszországi folyó, mely az Abruzzókból ered, a Monte Secine (1883 m) lejtőin, Palena mellett. Átszeli Chieti megyét majd Casoli mellett a Sangróba torkollik. A folyó vizének felduzzasztásával alakították ki a Sant'Angelo tavat. Mellékfolyói az Avello, Verde és Rio Secco.